# Eva Bramböck-Dollinger
Eva Bramböck-Dollinger (Wörgl, 10 april 1978) is een professioneel Oostenrijks duatlete en triatlete uit Angath. Ze nam tweemaal deel aan de Olympische Spelen, maar won hierbij geen medailles.

## Biografie
Ze is begonnen als zwemster (1988-1996), deed daarna aan cross-countryloop (1991) en sinds 1995 doet ze aan duatlons en triatlons.
Dollinger deed in 2004 mee aan de triatlon op de Olympische Zomerspelen van Athene. Op deze gelegenheid, waarbij de triatlon voor de tweede maal werd gehouden, moest ze met ze 2:10.19,60 genoegen nemen met een 28e plaats. Vier jaar later moest ze bij de olympisch triatlon in Peking voor de finish uitstappen.
Ze is aangesloten bij Tri Team TS Wörgl en studeerde sportwetenschappen aan de universiteit.

## Titels
- Oostenrijks kampioene triatlon - 2001
- Tiroler kampioene triatlon - 2003, 2005
- Tiroler kampioene duatlon - 2005
- Wereldkampioene triatlon bij de militairen - 2002

## Belangrijke prestaties

### triatlon
- 1998: 8e WK junioren in Lausanne - 2:18.32
- 1998: 13e EK olympische afstand in Velden
- 2000: 10e EK olympische afstand in Stein - 2:10.59
- 2002: 22e EK olympische afstand in Gyor - 2:02.43
- 2002:  Oostenrijks kampioenschap triatlon
- 2002:  WK militairen in Otepää
- 2003:  WK studenten in Nanao
- 2003:  WK militairen in Dronten
- 2003: 9e ITU wereldbekerwedstrijd in Rio de Janeiro
- 2004: DNF WK olympische afstand in Funchal
- 2004: 28e Olympische Spelen in Athene - 2:10.19,60
- 2004:  B-wereldbeker in triatlon van Langebaan
- 2005: 7e ITU wereldbekerwedstrijd in Tiszjvarous
- 2005: 8e EK olympische afstand in Lausanne - 2:10.30
- 2005: 36e WK olympische afstand in Gamagori - 2:06.07
- 2006: 16e WK militairen in Lausanne
- 2006: 5e ITU wereldbekerwedstrijd in Tiszjvarous
- 2006: 6e ITU wereldbekerwedstrijd in Madrid
- 2006: 16e WK olympische afstand in Lausanne - 2:07.05
- 2007: 9e EK olympische afstand in Kopenhagen - 2:04.27
- 2008: 7e EK olympische afstand in Lissabon - 2:07.10
- 2008: DNF Olympische Spelen van Peking